# Geervliet

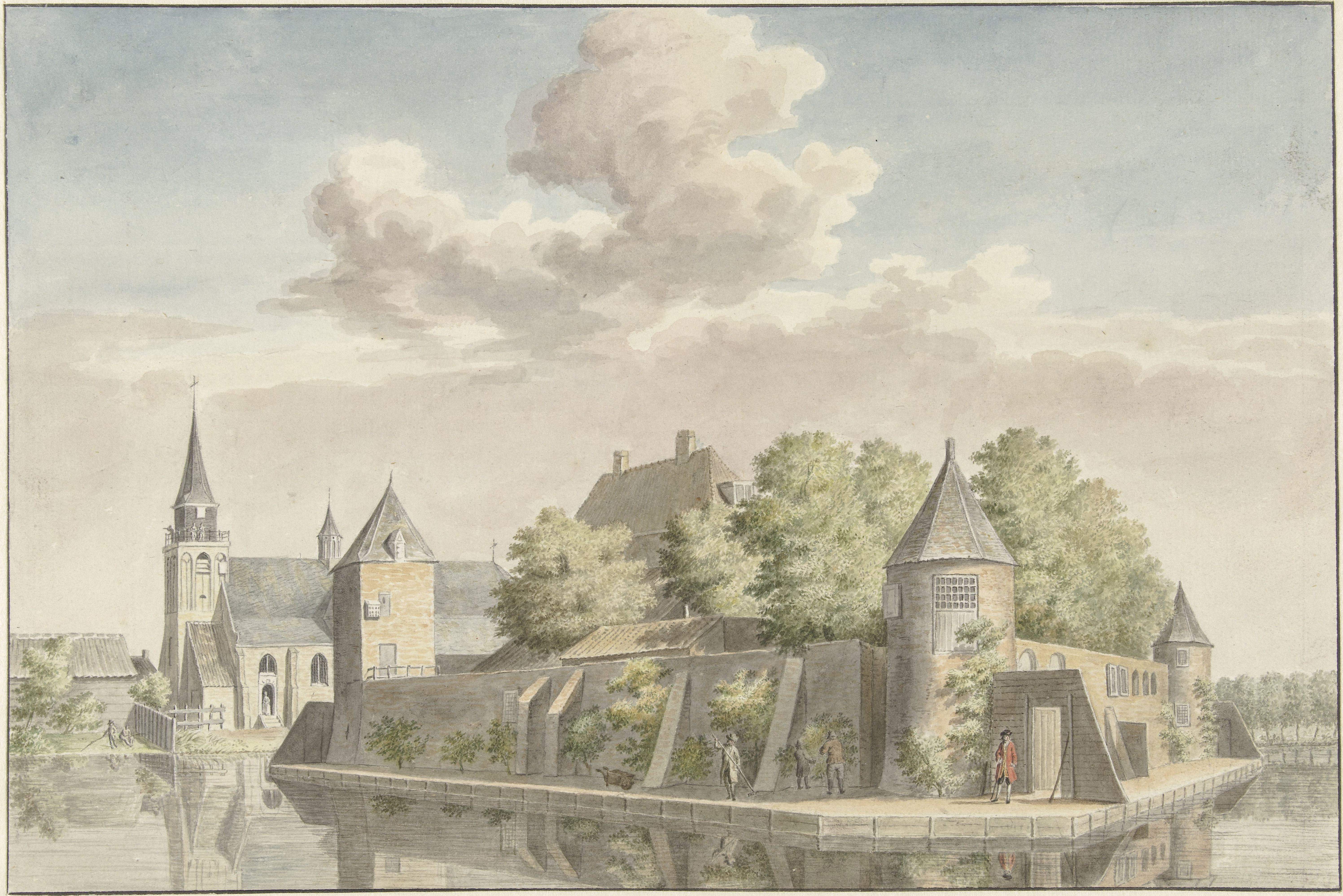
Geervliet con il castello o Hof van Putten in un dipinto della metà del XVIII secolo attribuito a Cornelis Pronk

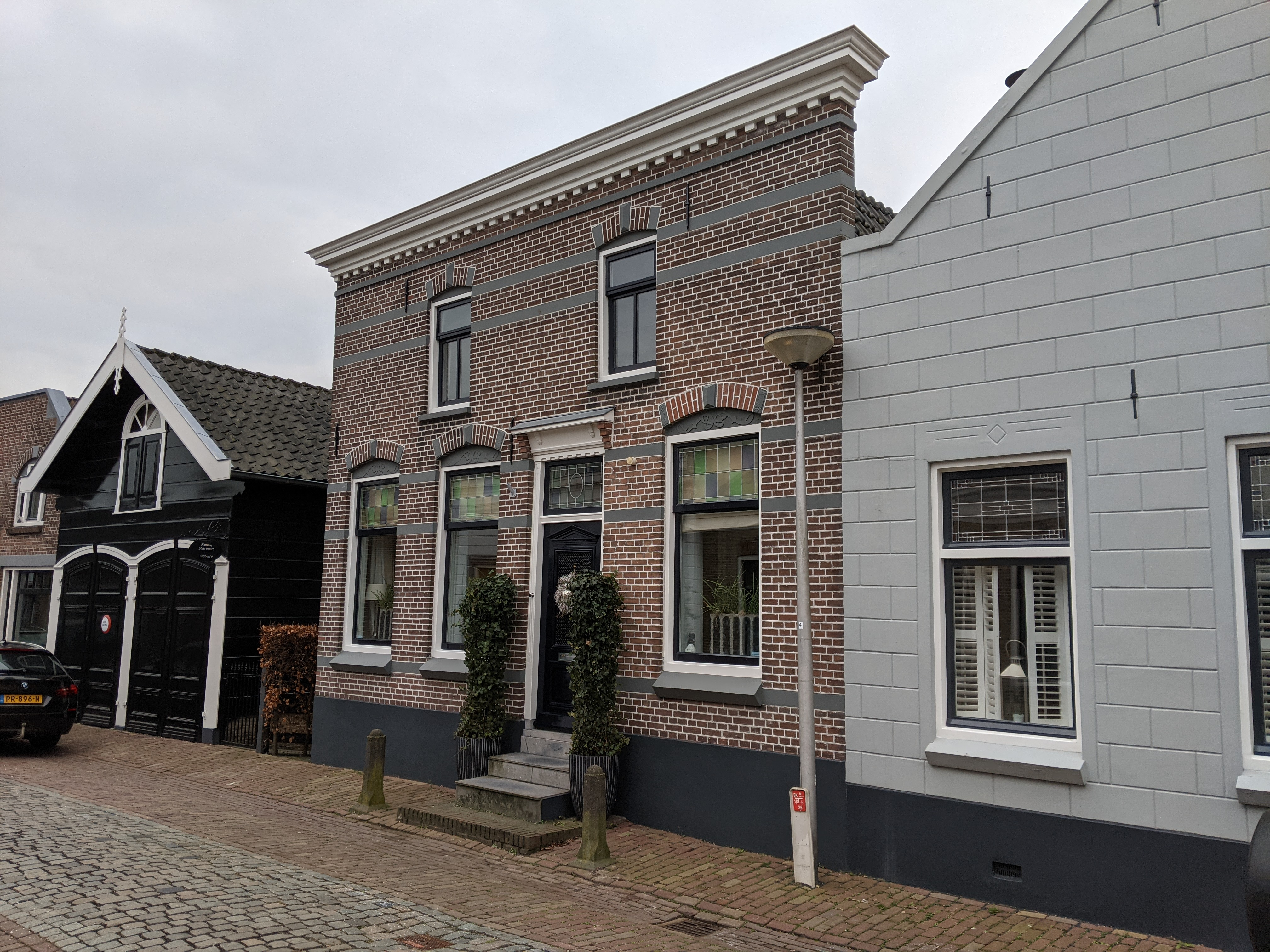
Edifici storici a Geervliet

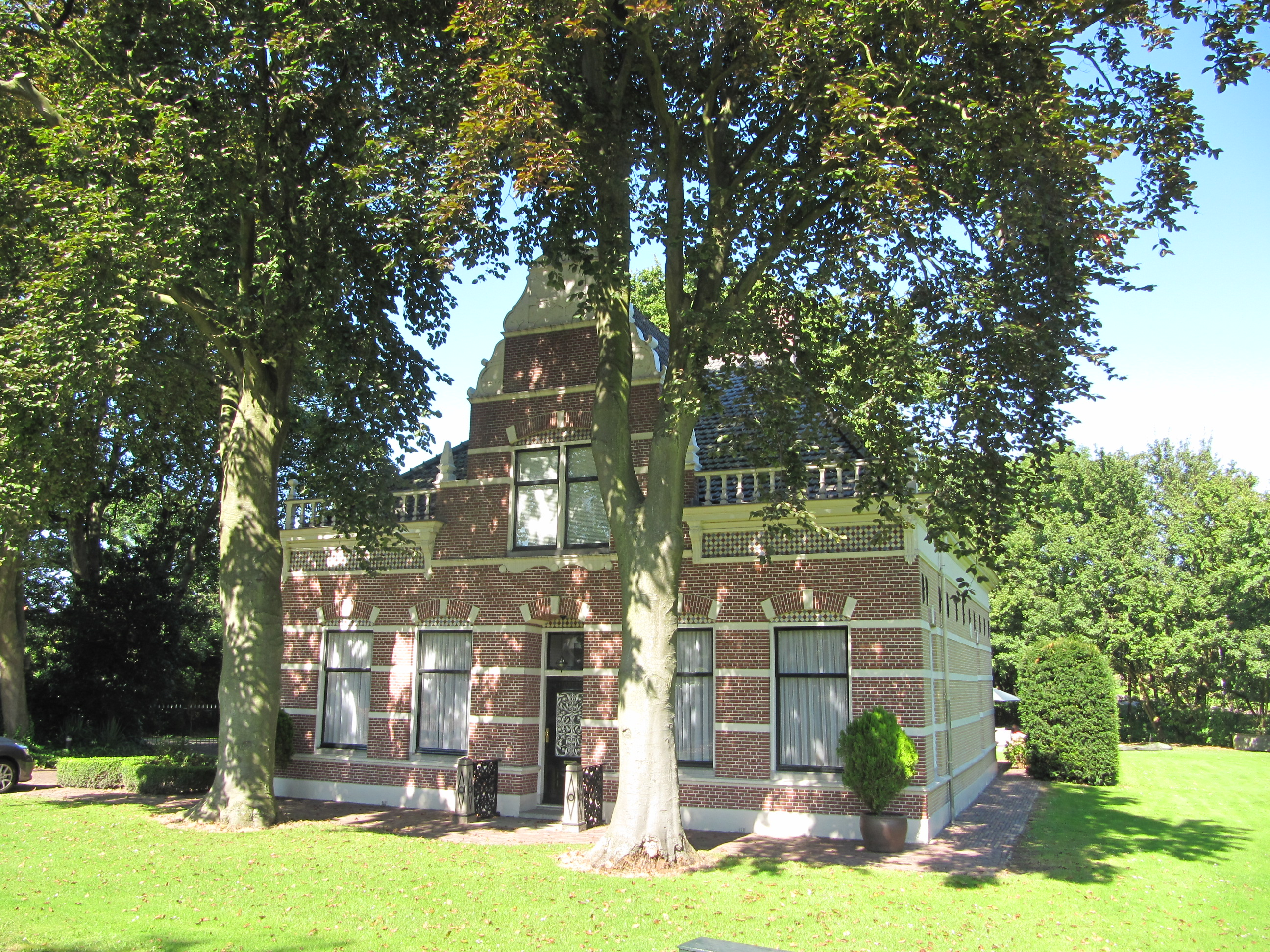
Edificio classificato come rijksmonument a Geervliet

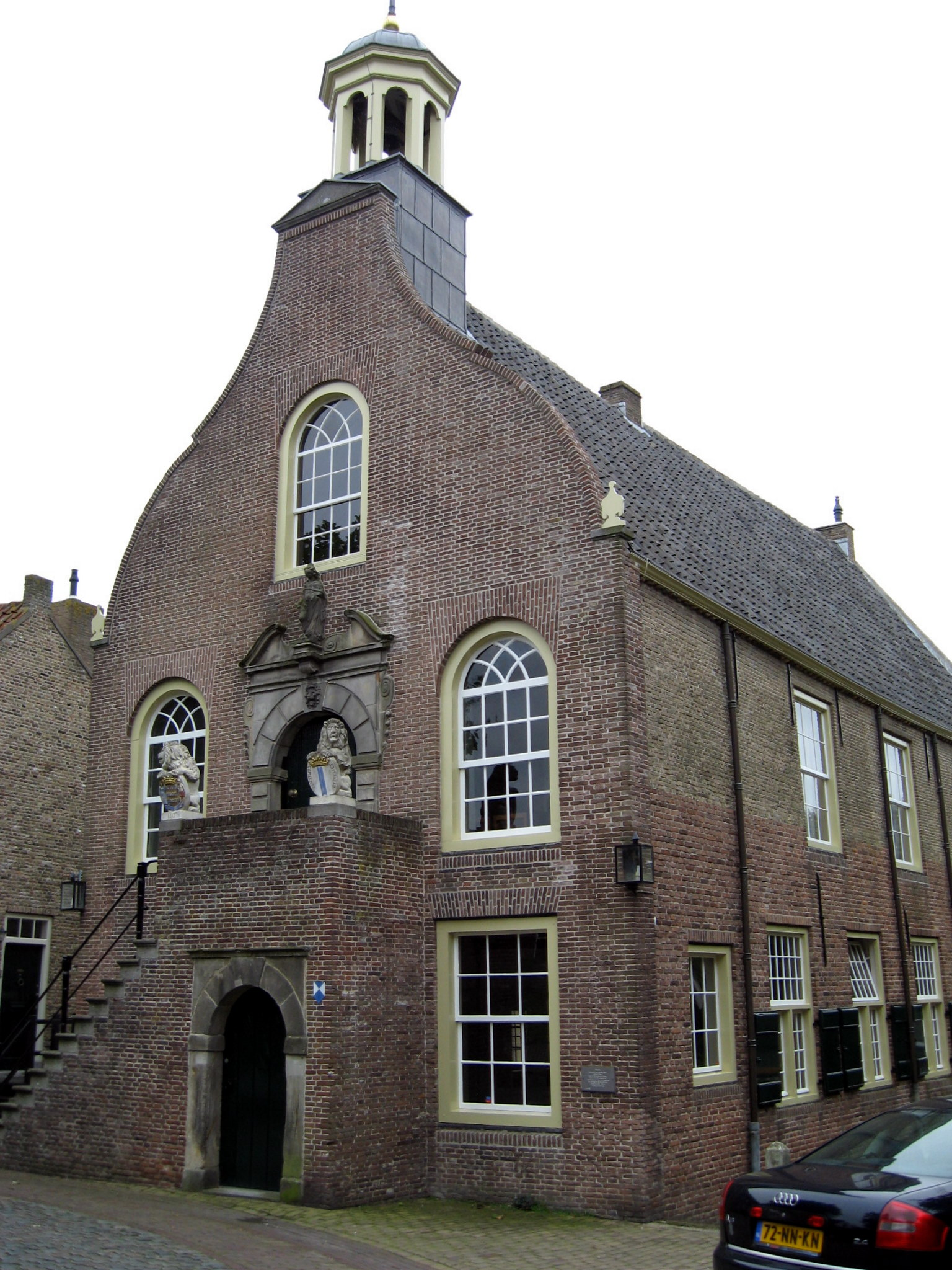
Geervliet: l'ex-municipio

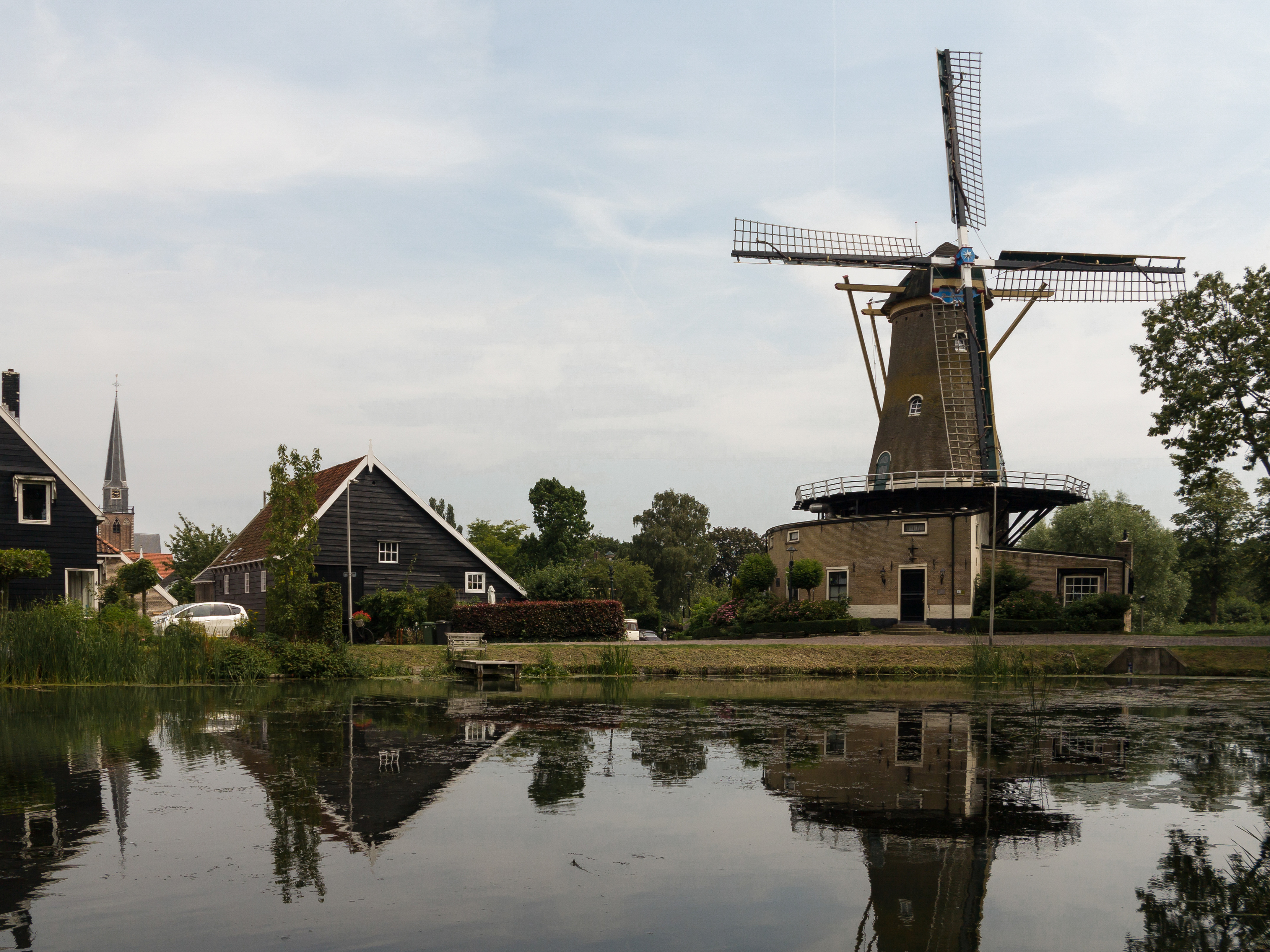
Geervliet: il Bernissemolen

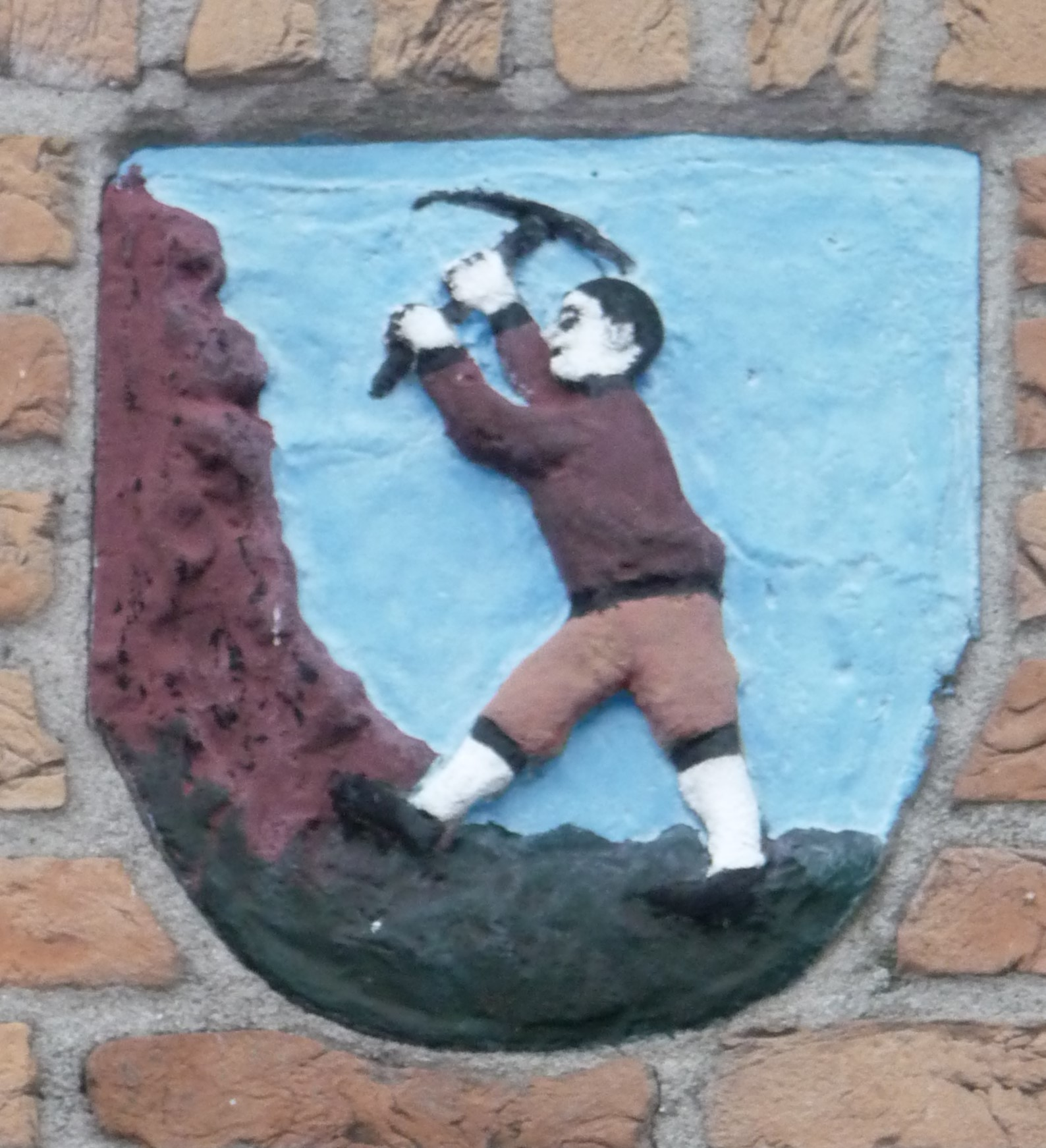
Formella a Geervliet

Geervliet è un villaggio (un tempo: città) di circa 1 600 abitanti del sud-ovest dei Paesi Bassi, facente parte della provincia dell'Olanda Meridionale (Zuid-Holland) e situato lungo il corso dei fiumi Oude Maas, Hartelkanaal e Bernisse, nell'ex-isola di Putten (regione di Voorne-Putten). Dal punto di vista amministrativo, si tratta di un ex-comune, nel 1980 accorpato alla municipalità di Bernisse, comune a sua volta inglobato nel 2015 nella nuova municipalità di Nissewaard.

## Geografia fisica
Geervliet si trova a sud/sud-ovest di Rotterdam, tra le località di Hoogvliet e Brielle (rispettivamente a ovest della prima e a est/sud-est della seconda), a pochi chilometri a nord di Spijkenisse e a est di Abbenbroek.
Il villaggio occupa una superficie di 6,17 km² (di cui 0,52 km² costituiti da acqua). L'Oude Maas e lo Hartelkanaal scorrono lungo la parte settentrionale del villaggio, mentre il fiume Bernisse scorre lungo la parte meridionale/sud-occidentale del villaggio.

## Origini del nome
Il toponimo Geervliet, attestato anticamente come Gervliet (1195), Gherulieth (1206) e Gheervliet (1324), è formato dal termine antico olandese ger, che significa "lancia" (da intendersi qui come il getto di un fiume), e dal termine vliet, che indica un corso d'acqua in un terreno alluvionale.

## Storia

### Dalle origini ai giorni nostri
Nel 1237, fu per la prima volta menzionata la parrocchia di Geervliet. Circa nove anni dopo si hanno notizie dell'esistenza in loco di un castello (dal XV secolo noto come Hof van Putten), residenza di Nicolaas I van Putten.
Nel 1381, Geervliet ottenne lo status di città. Nel contempo, fu realizzata attorno alla città una cinta muraria con fossato, in seguito demolita a causa dell'insabbiamento del fiume Bernisse.
Nel  1830, venne demolito il castello di Geervliet.

### Simboli
Lo stemma di Geervliet è costituito da una riga verticale blu su sfondo bianco, che, secondo l'ipotesi formulata da Sierksma, rappresenterebbe il fiume De Bernisse.

## Monumenti e luoghi d'interesse
Geervliet vanta 19 edifici classificati come rijksmonument e 30 edifici classificati come gemeentelijk monument.

### Architetture religiose

#### Chiesa di Nostra Signora
Principale edificio religioso di Geervliet è la chiesa di Nostra Signora (Onze-Lieve-Vrouwkerk), situata sulla Kerkplein: fondata 1307 come cappella da Nicolaas van Putten, fu ampliata nei secoli successivi (il transetto risale al XVI secolo, mentre il campanile fu ricostruito nel 1963).

### Architetture civili

#### Gasthuiskapel o ex-municipio
Lungo la Kaaistraat si trova poi la Gasthuiskapel: edificio fondato nel 1346 da Beatrijs van Putten (figlia di Nicolaas van Putten) come ospedale, fu riutilizzato dal 1633 ca. come municipio e  ricostruito nel XVII e XVIII secolo.

#### Bernissemolen
Altro edificio d'interesse è poi il Bernissemolen, un mulino a vento situato lungo la Spuikade e risalente al 1851.

#### Cimitero ebraico
Sempre lungo la Spuikade si trova il cimitero ebraico, la cui tomba più antica risale al 1882.

## Società

### Evoluzione demografica
Nel 2021, Geervliet contava 1 608 abitanti.
La popolazione al di sotto dei 16 anni era pari a 202 unità, mentre la popolazione dai 65 anni in su era pari a 441 unità.
La località ha conosciuto un progressivo decremento demografico a partire dal 2015, quando contava 1673/1674 abitanti.

## Cultura

### Musei
- Museum Stadhuis Geervliet[1]